# Ariamnes flagellum
Ariamnes flagellum es una especie de araña del género Ariamnes, familia Theridiidae. Fue descrita científicamente por Doleschall en 1857.
Se distribuye por Australia, Indonesia y Tailandia. La especie se mantiene activa durante el mes de enero.